# Nerisyrenia gracilis
Nerisyrenia gracilis är en korsblommig växtart som beskrevs av Ivan Murray Johnston. Nerisyrenia gracilis ingår i släktet Nerisyrenia och familjen korsblommiga växter. Inga underarter finns listade i Catalogue of Life.